# Enter (альбом Within Temptation)
«Enter» — дебютній студійний альбом нідерландського симфо-метал-гурту Within Temptation. Реліз відбувся 7 квітня 1997 року.

## Список композицій
| #  | Назва                                 | Автор                                                   | Тривалість |
| -- | ------------------------------------- | ------------------------------------------------------- | ---------- |
| 1. | «Restless»                            | Роберт Вестерхолт, Мартейн Вестерхольт, Шарон ден Адель | 6:08       |
| 2. | «Enter»                               | R. Westerholt, den Adel, Richard Willemse               | 7:15       |
| 3. | «Pearls of Light»                     | R. Westerholt, den Adel, Willemse                       | 5:15       |
| 4. | «Deep Within» (feat. George Oosthoek) | R. Westerholt, den Adel                                 | 4:30       |
| 5. | «Gatekeeper»                          | R. Westerholt, den Adel                                 | 6:43       |
| 6. | «Grace»                               | R. Westerholt, den Adel                                 | 5:10       |
| 7. | «Blooded» (instrumental)              | R. Westerholt                                           | 3:38       |
| 8. | «Candles»                             | R. Westerholt, den Adel                                 | 7:07       |

| Японське видання (бонусні треки) | Японське видання (бонусні треки) | Японське видання (бонусні треки) |
| #                                | Назва                            | Тривалість                       |
| -------------------------------- | -------------------------------- | -------------------------------- |
| 9.                               | «Restless» (classical version)   | 5:39                             |

## Учасники запису
- Шарон ден Адель — вокал
- Роберт Вестерхолт — електрогітара
- Міхіель Папенхове — гітара
- Мартейн Вестерхольт — клавішні
- Йерун ван Він — бас-гітара
- Івар де Граф — ударні

## Чарти
| Чарт (2002)        | Місце |
| ------------------ | ----- |
| Dutch Albums Chart | 32    |